# Thomas Gibson
För andra betydelser, se Thomas Gibson (olika betydelser).
Thomas Gibson, född 3 juli 1962 i Charleston, South Carolina, är en amerikansk skådespelare. 
Gibson är mest känd från huvudroller i TV-serierna Chicago Hope, Dharma & Greg och Criminal Minds. 

## Filmografi
- 1992 – Far and Away
- 1993 – Oskuldens tid
- 1994–1997 – Chicago Hope (TV-serie) (70 avsnitt)
- 1994 – Men of War
- 1996 – Singel i stan (TV-serie) (1 avsnitt)
- 1997–2002 – Dharma & Greg (TV-serie) (119 avsnitt)
- 1998 – Fyra kvinnor (TV-serie) (1 avsnitt)
- 1999 – Eyes Wide Shut
- 2000 – Familjen Flinta i Viva Rock Vegas
- 2005–2016 – Criminal Minds (TV-serie) (256 avsnitt)
- 2011 – 2 1/2 män (TV-serie) (1 avsnitt)
- 2015 – Hot in Cleveland (TV-serie) (2 avsnitt)